# Malakisi
Malakisi – miasto w Kenii, w hrabstwie Bungoma. 
Według danych ze spisu powszechnego w 2019 roku liczyło 6239 mieszkańców – 2953 mężczyzn i 3286 kobiet.